# 클라우스 로스
클라우스 프리드릭 로스(영어: Klaus Friedrich Roth 영어 발음: /ˈklaʊs ˈfriːdrɪk ˈɹɒθ/, 독일어: Klaus Friedrich Roth 클라우스 프리드리히 로트[*] /ˈklaʊ̯s ˈfʀiːdʀɪç ˈʀoːt/, 1925년 10월 29일~)는 영국의 수학자이다. 디오판토스 근사, 큰 체(영어: large sieve), 소수 분포의 불규칙성에 대한 연구로 유명하다.

## 생애
그는 1925년 당시, 독일의 일부였던 브레슬라우(Breslau; 현재는 폴란드의 브로츠와프(Wrocław))에서 태어났다. 그러나 얼마 지나지 않아서, 영국으로 이주해서 그곳에서 자라고 교육을 받았다. 그는 1945년 20살이 되던 해에, 케임브리지 대학교 피터 하우스에서 학위를 받았다. 그의 스승은 해럴드 데이븐포트(Harold Davenport)였다.
그의 가장 유명한 업적은 1955년에 증명한 "투에-지겔-로스 정리"(Thue-Siegel-Roth theorem)로, 보통 그냥 "로스의 정리"(Roth's theorem)로 불리기도 한다. 이 정리를 증명할 당시에는 유니버시티 칼리지 런던의 강사(미국식 학제로는 조교수와 부교수의 중간쯤에 해당)였으며, 이 업적을 인정받아서 1958년에 필즈상을 수상하였다. 1956년에는 양의 밀도를 가지는 정수들의 집합에 길이가 3 이상인 등차수열이 무한히 많이 포함되어 있다는 것을 증명하였는데, 이 결과로 인해서 처음으로 세메레디의 정리의 흥미로운 예를 만들어 낼 수 있게 되었다. 그 후, 1961년에는 유니버시티 칼리지 런던에서 교수직을 맡았고, 1966년부터 1988년까지 임페리얼 칼리지 런던에서 수학과 학과장 자리를 역임했다.

## 학력
- ~1952년: 세인트 폴스 스쿨 고등학교 (졸업)
- 1952년~1955년: 케임브리지 대학교 (학사)
- 1955년~1958년: 런던 대학교 (석사)
- 1958년~1960년: 런던 대학교 (박사)

## 수상 목록
- 1958년-필즈상
- 1960년-왕립학회 회원
- 1983년-런던 수학회의 드모르간 메달
- 1991년-실베스터 메달

## 같이 보기
- 필즈상